# Championnat de Grenade de football 2015
Navigation
Saison précédente Saison suivante
La saison 2015 du Championnat de Grenade de football est la quarante-quatrième édition de la Premier Division, le championnat national à la Barbade. Les dix équipes engagées sont regroupées au sein d'une poule unique où elles s'affrontent à deux reprises. En fin de saison, les deux derniers du classement sont relégués tandis que le 8e dispute un barrage de promotion-relégation face au 3e de First Division.
C'est le club de Carib Hurricanes FC qui remporte la compétition cette saison après avoir terminé en tête du classement final, avec un seul point d'avance sur le tenant du titre, l'ASOMS Paradise et trois sur Boca Juniors. C'est le quatrième titre de champion de Grenade de l'histoire du club.

## Les clubs participants
- Carib Hurricanes FC
- ASOMS Paradise
- Hard Rock FC
- Queens Park Rangers
- Fontenoy United
- Grenada Boys Secondary School FC
- St. John's Sports
- Chantimelle FC - Promu de First Division
- Boca Juniors - Promu de First Division
- New Hampshire United - Promu de First Division

## Compétition
Le barème de points servant à établir le classement se décompose ainsi :
- Victoire : 3 points
- Match nul : 1 point
- Défaite : 0 point

### Classement
| Rang | Équipe                           | Pts | J  | G  | N | P  | Bp | Bc | Diff |
| ---- | -------------------------------- | --- | -- | -- | - | -- | -- | -- | ---- |
| 1    | Carib Hurricanes FC              | 38  | 18 | 11 | 5 | 2  | 33 | 12 | +21  |
| 2    | ASOMS ParadiseT C                | 37  | 18 | 12 | 1 | 5  | 38 | 18 | +20  |
| 3    | Boca JuniorsP                    | 35  | 18 | 11 | 2 | 5  | 33 | 20 | +13  |
| 4    | St. John's Sports                | 31  | 18 | 9  | 4 | 5  | 25 | 20 | +5   |
| 5    | Queens Park Rangers              | 29  | 18 | 9  | 2 | 7  | 38 | 26 | +12  |
| 6    | Chantimelle FCP                  | 29  | 18 | 9  | 2 | 7  | 31 | 30 | +1   |
| 7    | Hard Rock FC                     | 19  | 18 | 5  | 4 | 9  | 27 | 26 | +1   |
| 8    | Fontenoy United                  | 19  | 18 | 6  | 1 | 11 | 22 | 38 | -16  |
| 9    | Grenada Boys Secondary School FC | 18  | 18 | 5  | 3 | 10 | 17 | 28 | -11  |
| 10   | New Hampshire UnitedP            | 3   | 18 | 1  | 0 | 17 | 8  | 54 | -46  |

|  | Champion de Grenade 2015                                                             |
|  | Participation au barrage de promotion-relégation                                     |
|  | Relégation en First Division                                                         |
|  | T : Tenant du titre C : Vainqueur de la Coupe de Grenade P : Promu de First Division |

### Barrage de promotion-relégation
Fontenoy United, huitième de Premier Division, affronte le 3e de deuxième division, Police FC. 
| Équipe 1       | Résultat      | Équipe 2        | Aller | Retour |
| -------------- | ------------- | --------------- | ----- | ------ |
| Police FC (D2) | 1 - 1 3-4 tab | Fontenoy United | 0 - 1 | 1 - 0  |

- Les deux clubs se maintiennent au sein de leur championnat respectif.

## Bilan de la saison
| Championnat de Grenade de football 2015 |                                  |
| Champion                                | Carib Hurricanes FC (4e titre)   |
| Coupes et trophées                      |                                  |
| Vainqueur de la Coupe de Grenade 2015   | ASOMS Paradise                   |
| Qualifications continentales            |                                  |
| CFU Club Championship 2016              | Aucun                            |
| Promotions et relégations               |                                  |
| Promus en Premier Division              | Mount Rich FC                    |
| Promus en Premier Division              | Gouyave FC                       |
| Relégués en First Division              | Grenada Boys Secondary School FC |
| Relégués en First Division              | New Hampshire United             |